# Dinah Veeris

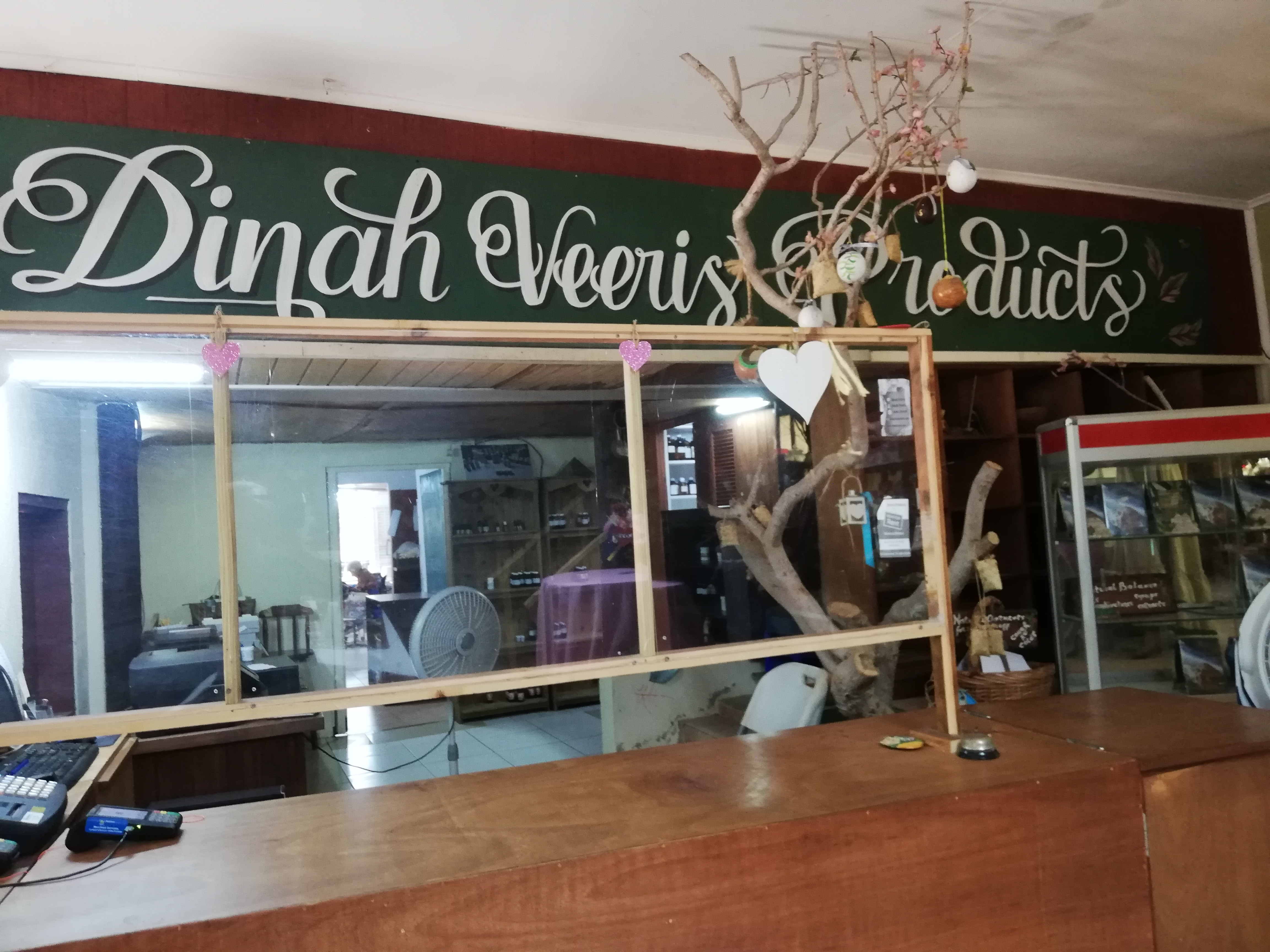
De winkel op Den Paradera

Lidwina Marciana (Dinah) Veeris (Otrobanda, 20 april 1939 – 4 september 2024) was een kruidengeneeskundige in Curaçao. In 1991 richtte zij de kruidentuin Dinah’s Botanic and Historic Garden Den Paradera op. De tuin ligt in het oosten van Curaçao, naast Landhuis Klein Sint Joris. 

## Leven en werk
Dinah Veeris is opgegroeid in de kruidentuin van haar moeder. Als kind wilde zij onderwijzeres worden. ze haalde in Nederland haar onderwijsbevoegdheid, ging in Sint Maarten werken en later in Nederland. Naast haar baan in het onderwijs verdiepte zij zich in de geneeskrachtige werking van kruiden en planten. In 1986 studeerde zij aan de California School of Herbal Studies in de Verenigde Staten. Ook volgde ze workshops en conferenties in onder andere Cuba, Indonesië, Nederland en Venezuela.
Toen ze terugkeerde in Curaçao, ging ze mensen op leeftijd interviewen om de oude wijsheid over kruiden te achterhalen. Dit resulteerde in 1987 in een kruidenboek. Hierna werd ze veel gevraagd om lezingen te houden. In 1990 nam ze ontslag bij de Schooladviesdienst waar ze werkte als pedagogisch begeleider en startte Den Paradera, om te voorkomen dat de kennis van de geneeskrachtige kruiden verloren zou gaan. Ze gaf lezingen, rondleidingen, seminars en advies over het gebruik van kruiden. In de winkel bij de kruidentuin worden zalven en kruiden verkocht.

## Influencer
Dankzij het pleit van Dinah Veeris bij de Inspectie voor de Gezondheidszorg is CBD-olie sinds 2017 legaal verkrijgbaar in Curaçao.
Tijdens de Coronacrisis in Curaçao was Dinah Veeris een van de eerste mensen die gevaccineerd werden tegen COVID-19, omdat zij gezien wordt als influencer. De autoriteiten van Curaçao waren bezorgd omdat 42 procent van de Curaçaoënaars zich niet wilde laten vaccineren.

## Onderscheidingen
- 2000 - Tula Award voor haar inzet en behoud van de Afrikaanse Cultuur
- 2000 - Cola Debrotprijs voor haar bijdrage aan de cultuur van Curaçao
- 2004 - Exa Award voor haar bijzondere bijdrage en visie inzake toerisme
- 2022 - Krus di Mérito[7][8]